# Campionatul European de Handbal Feminin din 2020
Campionatul European de Handbal Feminin din 2020 a fost a 14-a ediție continentală a turneului organizat de Federația Europeană de Handbal. La Congresul EHF desfășurat la Dublin, în Irlanda, pe 19 și 20 septembrie 2014, Danemarca și Norvegia au fost desemnate gazdele competiției care a avut loc în decembrie 2020. Ar fi fost a doua oară când cele două țări urmau să găzduiască împreună o astfel de competiție, însă Norvegia s-a retras pe 16 noiembrie 2020, citând drept motiv pandemia de coronaviroză. Astfel, rămasă singura gazdă, Danemarca a devenit pentru a patra oară țară organizatoare.
Competiția s-a desfășurat între 3 și 20 decembrie 2020.

## Săli
În Norvegia au fost inițial nominalizate trei săli, însă Federația Norvegiană de Handbal a anunțat, pe 9 septembrie 2020, că partidele se vor desfășura doar în Trondheim Spektrum și că se va permite accesul a doar 200 de spectatori la fiecare partidă pentru a se minimiza riscul infectării cu Covid-19.
Pe 6 noiembrie, Federația Daneză de Handbal a anunțat că toate partidele programate a se desfășura în Danemarca vor avea loc doar la Herning. Pe 16 noiembrie, Federația Norvegiană de Handbal a făcut public faptul că, în urma analizei autorităților sanitare naționale și a solicitărilor conducerii politice, Norvegia nu va mai găzdui nici un meci din cadrul Campionatului European.
Pe 23 noiembrie s-a anunțat că în afară de Herning, partidele se vor desfășura și în Sydbank Arena din Kolding.
| Jyske Bank Boxen                                  | Jyske Bank Boxen   | Arena Nord         | Arena Nord         | Stavanger Idrettshall | Stavanger Idrettshall |
| Capacitate: 15.000                                | Capacitate: 15.000 | Capacitate: 2.800  | Capacitate: 2.800  | Capacitate: 4.100     | Capacitate: 4.100     |
|                                                   |                    |                    |                    |                       |                       |
| FrederikshavnHerningOsloStavangerTrondheimKolding |                    |                    |                    |                       |                       |
| Oslo                                              | Oslo               | Trondheim          | Trondheim          | Kolding               | Kolding               |
| Arena Telenor                                     | Arena Telenor      | Trondheim Spektrum | Trondheim Spektrum | Sydbank Arena         | Sydbank Arena         |
| Capacitate: 15.000                                | Capacitate: 15.000 | Capacitate: 8.500  | Capacitate: 8.500  | Capacitate: 5.001     | Capacitate: 5.001     |
|                                                   |                    |                    |                    |                       |                       |

## Sponsorizare
Sponsorii și partenerii oficiali ai competiției au fost următorii:
| Partenerii EHF                                                                                       | Sponsorii Campionatului European | Furnizori naționali |
| --- | --- | --- |
| - Gerflor - Infront Sports & Media - Hummel Echipament Sportiv - Select Sports Ball - Sport Transfer | - Bauhaus - Bring Norvegia - Engelbert Strauss - Gjensidige Norvegia - Grundfos - Intersport - KPK Danemarca - NorDan Norvegia - Unibet | - Aqua d'Or - Compass Fairs Norvegia - Dcc Danemarca - HMK Norvegia - Flisa Trykkeri Norevgia - Opel - MCH Danemarca - Posten Norvegia - Ramirent Norvegia - Rema 1000 - Scandic Hotels - Sport Event Danemarca |

## Melodie oficială
Melodia oficială, We’re In This Together, interpretată de Alexandra Rotan, a fost anunțată pe 19 iunie 2020.

## Calificări
Pe 24 aprilie 2020, Federația Europeană de Handbal a anunțat că, în urma gravei pandemii de coronaviroză, turneele de calificare vor fi anulate, iar la Campionatul European din 2020 se vor califica direct echipele care au participat la ediția anterioară a competiției, în ordinea clasamentului final.

### Echipe calificate
| Țara          | Calificată ca               | Data obținerii calificării | Apariții anterioare în competiție1                                                |
| ------------- | --------------------------- | -------------------------- | --------------------------------------------------------------------------------- |
| Danemarca     | Țară gazdă                  | 21 iunie 2014              | 13 (1994, 1996, 1998, 2000, 2002, 2004, 2006, 2008, 2010, 2012, 2014, 2016, 2018) |
| Norvegia      | Țară gazdă                  | 21 iunie 2014              | 13 (1994, 1996, 1998, 2000, 2002, 2004, 2006, 2008, 2010, 2012, 2014, 2016, 2018) |
| Franța        | Campioană europeană în 2018 | 16 decembrie 2018          | 10 (2000, 2002, 2004, 2006, 2008, 2010, 2012, 2014, 2016, 2018)                   |
| Rusia         | Clasament final             | 24 aprilie 2020            | 13 (1994, 1996, 1998, 2000, 2002, 2004, 2006, 2008, 2010, 2012, 2014, 2016, 2018) |
| Țările de Jos | Clasament final             | 24 aprilie 2020            | 7 (1998, 2002, 2006, 2010, 2014, 2016, 2018)                                      |
| România       | Clasament final             | 24 aprilie 2020            | 12 (1994, 1996, 1998, 2000, 2002, 2004, 2008, 2010, 2012, 2014, 2016, 2018)       |
| Suedia        | Clasament final             | 24 aprilie 2020            | 11 (1994, 1996, 2002, 2004, 2006, 2008, 2010, 2012, 2014, 2016, 2018)             |
| Ungaria       | Clasament final             | 24 aprilie 2020            | 13 (1994, 1996, 1998, 2000, 2002, 2004, 2006, 2008, 2010, 2012, 2014, 2016, 2018) |
| Muntenegru    | Clasament final             | 24 aprilie 2020            | 5 (2010, 2012, 2014, 2016, 2018)                                                  |
| Germania      | Clasament final             | 24 aprilie 2020            | 13 (1994, 1996, 1998, 2000, 2002, 2004, 2006, 2008, 2010, 2012, 2014, 2016, 2018) |
| Serbia        | Clasament final             | 24 aprilie 2020            | 10 (2000, 2002, 2004, 2006, 2008, 2010, 2012, 2014, 2016, 2018)                   |
| Spania        | Clasament final             | 24 aprilie 2020            | 10 (1998, 2002, 2004, 2006, 2008, 2010, 2012, 2014, 2016, 2018)                   |
| Slovenia      | Clasament final             | 24 aprilie 2020            | 6 (2002, 2004, 2006, 2010, 2016, 2018)                                            |
| Polonia       | Clasament final             | 24 aprilie 2020            | 6 (1994, 2002, 2004, 2012, 2016, 2018)                                            |
| Cehia         | Clasament final             | 24 aprilie 2020            | 6 (1996, 1998, 2006, 2014, 2016, 2018)                                            |
| Croația       | Clasament final             | 24 aprilie 2020            | 10 (1994, 1996, 2004, 2006, 2008, 2010, 2012, 2014, 2016, 2018)                   |

1 Notă: Aldin indică echipa campioană din acel an. Italic indică echipa gazdă din acel an.

## Arbitrii
10 perechi de arbitri, toate fiind femei, au fost pre-nominalizate pe 9 octombrie 2020.
| Arbitri               | Arbitri                                 |
| --------------------- | --------------------------------------- |
| Austria               | Ana Vranes Marlis Wenninger             |
| Bosnia și Herțegovina | Vesna Balvan Tatjana Praštalo           |
| Danemarca             | Karina Christiansen Line Hansen         |
| Franța                | Charlotte Bonaventura Julie Bonaventura |
| Grecia                | Ioanna Christidi Ioanna Papamattheou    |

| Arbitri    | Arbitri                             |
| ---------- | ----------------------------------- |
| Muntenegru | Jelena Mitrović Anđelina Kažanegra  |
| Portugalia | Vânia Sá Marta Sá                   |
| România    | Cristina Năstase Simona Stancu      |
| Rusia      | Viktoria Alpaidze Tatiana Berezkina |
| Serbia     | Vanja Antić Jelena Jakovljević      |

## Tragerea la sorți
Tragerea la sorți a avut loc pe 18 iunie 2020, la sediul EHF din Viena, Austria.

### Urnele valorice
Distribuția în urnele valorice a fost anunțată pe 7 mai 2020
| Urna 1                                     | Urna a 2-a                                | Urna a 3-a                                | Urna a 4-a                             |
| ------------------------------------------ | ----------------------------------------- | ----------------------------------------- | -------------------------------------- |
| - Franța - Rusia - Țările de Jos - România | - Norvegia - Suedia - Ungaria - Danemarca | - Muntenegru - Germania - Serbia - Spania | - Slovenia - Polonia - Cehia - Croația |

## Grupele preliminare
Calendarul de mai jos respectă ora locală (UTC+1).

### Grupa A
| Loc | Echipa        | MJ | V | E | Î | GM | GP | DG  | Pct | Calificare         |
| --- | ------------- | -- | - | - | - | -- | -- | --- | --- | ------------------ |
| 1   | Franța        | 3  | 3 | 0 | 0 | 74 | 60 | +14 | 6   | Grupele principale |
| 2   | Danemarca (H) | 3  | 2 | 0 | 1 | 78 | 65 | +13 | 4   | Grupele principale |
| 3   | Muntenegru    | 3  | 1 | 0 | 2 | 68 | 77 | −9  | 2   | Grupele principale |
| 4   | Slovenia      | 3  | 0 | 0 | 3 | 65 | 83 | −18 | 0   |                    |

| 4 decembrie 2020 18:15 | Franța            | 24 − 23 | Muntenegru              | Jyske Bank Boxen, Herning Arbitri: Sá, Sá |
| 4 decembrie 2020 18:15 | patru jucătoare 3 | (11−12) | Mehmedović, Radičević 5 | Jyske Bank Boxen, Herning Arbitri: Sá, Sá |
| 4 decembrie 2020 18:15 | 1×                | Raport  | 6×                      | Jyske Bank Boxen, Herning Arbitri: Sá, Sá |

| 4 decembrie 2020 20:30 | Danemarca | 30 − 23 | Slovenia           | Jyske Bank Boxen, Herning Arbitri: Antić, Jakovljević |
| 4 decembrie 2020 20:30 | Nolsøe 6  | (14−12) | Lazović, Ljepoja 5 | Jyske Bank Boxen, Herning Arbitri: Antić, Jakovljević |
| 4 decembrie 2020 20:30 | 5× 1×     | Raport  | 5× 2×              | Jyske Bank Boxen, Herning Arbitri: Antić, Jakovljević |

| 6 decembrie 2020 18:15 | Slovenia        | 17 − 27 | Franța                 | Jyske Bank Boxen, Herning Arbitri: Christidi, Papamattheou |
| 6 decembrie 2020 18:15 | Gros, Lazović 4 | (6−12)  | Lacrabère, Nze Minko 7 | Jyske Bank Boxen, Herning Arbitri: Christidi, Papamattheou |
| 6 decembrie 2020 18:15 | 5×              | Raport  | 8× 1×                  | Jyske Bank Boxen, Herning Arbitri: Christidi, Papamattheou |

| 6 decembrie 2020 20:30 | Muntenegru             | 19 − 28 | Danemarca                 | Jyske Bank Boxen, Herning Arbitri: Năstase, Stancu |
| 6 decembrie 2020 20:30 | Radičević, Ramusović 4 | (11−13) | Nolsøe, Østergaard, Rej 4 | Jyske Bank Boxen, Herning Arbitri: Năstase, Stancu |
| 6 decembrie 2020 20:30 | 1×                     | Raport  | 2×                        | Jyske Bank Boxen, Herning Arbitri: Năstase, Stancu |

| 8 decembrie 2020 18:15 | Muntenegru  | 26 − 25 | Slovenia | Jyske Bank Boxen, Herning Arbitri: Sá, Sá |
| 8 decembrie 2020 18:15 | Radičević 9 | (15−9)  | Gros 7   | Jyske Bank Boxen, Herning Arbitri: Sá, Sá |
| 8 decembrie 2020 18:15 | 2×          | Raport  | 2×       | Jyske Bank Boxen, Herning Arbitri: Sá, Sá |

| 8 decembrie 2020 20:30 | Franța  | 23 − 20 | Danemarca                | Jyske Bank Boxen, Herning Arbitri: Năstase, Stancu |
| 8 decembrie 2020 20:30 | Kanor 5 | (12−11) | Hansen, Jørgensen, Rej 4 | Jyske Bank Boxen, Herning Arbitri: Năstase, Stancu |
| 8 decembrie 2020 20:30 | 4× 1×   | Raport  | 2× 1×                    | Jyske Bank Boxen, Herning Arbitri: Năstase, Stancu |

### Grupa B
| Loc | Echipa | MJ | V | E | Î | GM | GP | DG  | Pct | Calificare         |
| --- | ------ | -- | - | - | - | -- | -- | --- | --- | ------------------ |
| 1   | Rusia  | 3  | 3 | 0 | 0 | 85 | 70 | +15 | 6   | Grupele principale |
| 2   | Suedia | 3  | 1 | 1 | 1 | 76 | 76 | 0   | 3   | Grupele principale |
| 3   | Spania | 3  | 1 | 1 | 1 | 72 | 78 | −6  | 3   | Grupele principale |
| 4   | Cehia  | 3  | 0 | 0 | 3 | 69 | 78 | −9  | 0   |                    |

| 3 decembrie 2020 18:15 | Rusia             | 31 − 22 | Spania                    | Jyske Bank Boxen, Herning Asistență: 500 Arbitri: Năstase, Stancu |
| 3 decembrie 2020 18:15 | patru jucătoare 4 | (13−11) | Gutiérrez, Martín, Pena 4 | Jyske Bank Boxen, Herning Asistență: 500 Arbitri: Năstase, Stancu |
| 3 decembrie 2020 18:15 | 3× 2×             | Raport  | 6× 1×                     | Jyske Bank Boxen, Herning Asistență: 500 Arbitri: Năstase, Stancu |

| 3 decembrie 2020 20:30 | Suedia  | 27 − 23 | Cehia       | Jyske Bank Boxen, Herning Arbitri: Antić, Jakovljević |
| 3 decembrie 2020 20:30 | Blohm 5 | (13−13) | Jeřábková 8 | Jyske Bank Boxen, Herning Arbitri: Antić, Jakovljević |
| 3 decembrie 2020 20:30 | 7× 1×   | Raport  | 4×          | Jyske Bank Boxen, Herning Arbitri: Antić, Jakovljević |

| 5 decembrie 2020 18:15 | Cehia       | 22 − 24 | Rusia             | Jyske Bank Boxen, Herning Arbitri: Sá, Sá |
| 5 decembrie 2020 18:15 | Jeřábková 6 | (13−15) | patru jucătoare 3 | Jyske Bank Boxen, Herning Arbitri: Sá, Sá |
| 5 decembrie 2020 18:15 | 3× 2×       | Raport  | 3× 1×             | Jyske Bank Boxen, Herning Arbitri: Sá, Sá |

| 5 decembrie 2020 20:30 | Spania   | 23 − 23 | Suedia   | Jyske Bank Boxen, Herning Arbitri: Năstase, Stancu |
| 5 decembrie 2020 20:30 | Pena 6   | (13−10) | Petrén 8 | Jyske Bank Boxen, Herning Arbitri: Năstase, Stancu |
| 5 decembrie 2020 20:30 | 4× 2× 1× | Raport  | 5× 1×    | Jyske Bank Boxen, Herning Arbitri: Năstase, Stancu |

| 7 decembrie 2020 18:15 | Spania    | 27 − 24 | Cehia       | Jyske Bank Boxen, Herning Arbitri: Antić, Jakovljević |
| 7 decembrie 2020 18:15 | Martín 12 | (11−16) | Jeřábková 8 | Jyske Bank Boxen, Herning Arbitri: Antić, Jakovljević |
| 7 decembrie 2020 18:15 | 3× 1×     | Raport  | 3× 2×       | Jyske Bank Boxen, Herning Arbitri: Antić, Jakovljević |

| 7 decembrie 2020 20:30 | Rusia       | 30 − 26 | Suedia            | Jyske Bank Boxen, Herning Arbitri: Christidi, Papamattheou |
| 7 decembrie 2020 20:30 | Dmitrieva 6 | (15−13) | Thorleifsdóttir 6 | Jyske Bank Boxen, Herning Arbitri: Christidi, Papamattheou |
| 7 decembrie 2020 20:30 | 4×          | Raport  | 1× 4×             | Jyske Bank Boxen, Herning Arbitri: Christidi, Papamattheou |

### Grupa C
| Loc | Echipa        | MJ | V | E | Î | GM | GP | DG | Pct | Calificare         |
| --- | ------------- | -- | - | - | - | -- | -- | -- | --- | ------------------ |
| 1   | Croația       | 3  | 3 | 0 | 0 | 76 | 71 | +5 | 6   | Grupele principale |
| 2   | Ungaria       | 3  | 1 | 0 | 2 | 84 | 78 | +6 | 2   | Grupele principale |
| 3   | Țările de Jos | 3  | 1 | 0 | 2 | 78 | 80 | −2 | 2   | Grupele principale |
| 4   | Serbia        | 3  | 1 | 0 | 2 | 79 | 88 | −9 | 2   |                    |

| 4 decembrie 2020 18:15 | Ungaria   | 22 − 24 | Croația     | Sydbank Arena, Kolding Arbitri: Mitrović, Kažanegra |
| 4 decembrie 2020 18:15 | Klujber 9 | (12−12) | Mičijević 4 | Sydbank Arena, Kolding Arbitri: Mitrović, Kažanegra |
| 4 decembrie 2020 18:15 | 6× 1×     | Raport  | 3×          | Sydbank Arena, Kolding Arbitri: Mitrović, Kažanegra |

| 5 decembrie 2020 20:30 | Țările de Jos | 25 − 29 | Serbia          | Sydbank Arena, Kolding Arbitri: Alpaidze, Berezkina |
| 5 decembrie 2020 20:30 | Snelder       | (15−9)  | Krpež Slezak 10 | Sydbank Arena, Kolding Arbitri: Alpaidze, Berezkina |
| 5 decembrie 2020 20:30 | 4× 1×         | Raport  | 1×              | Sydbank Arena, Kolding Arbitri: Alpaidze, Berezkina |

| 6 decembrie 2020 18:15 | Serbia          | 26 − 38 | Ungaria            | Sydbank Arena, Kolding Arbitri: Bonaventura, Bonaventura |
| 6 decembrie 2020 18:15 | Radosavljević 5 | (11−20) | Szöllősi-Zácsik 10 | Sydbank Arena, Kolding Arbitri: Bonaventura, Bonaventura |
| 6 decembrie 2020 18:15 | 3×              | Raport  | 1×                 | Sydbank Arena, Kolding Arbitri: Bonaventura, Bonaventura |

| 6 decembrie 2020 20:30 | Croația  | 27 − 25 | Țările de Jos     | Sydbank Arena, Kolding Arbitri: Christiansen, Hansen |
| 6 decembrie 2020 20:30 | Kalaus 9 | (13−14) | Abbingh, Dulfer 5 | Sydbank Arena, Kolding Arbitri: Christiansen, Hansen |
| 6 decembrie 2020 20:30 | 4× 1×    | Raport  | 4× 3×             | Sydbank Arena, Kolding Arbitri: Christiansen, Hansen |

| 8 decembrie 2020 18:15 | Serbia         | 24 − 25 | Croația  | Sydbank Arena, Kolding Arbitri: Christiansen, Hansen |
| 8 decembrie 2020 18:15 | Krpež Slezak 5 | (14−14) | Krsnik 6 | Sydbank Arena, Kolding Arbitri: Christiansen, Hansen |
| 8 decembrie 2020 18:15 | 3× 1×          | Raport  | 4× 1×    | Sydbank Arena, Kolding Arbitri: Christiansen, Hansen |

| 8 decembrie 2020 20:30 | Țările de Jos | 28 − 24 | Ungaria                             | Sydbank Arena, Kolding Arbitri: Bonaventura, Bonaventura |
| 8 decembrie 2020 20:30 | Dulfer 8      | (13−15) | Háfra, Kovacsics, Szöllősi-Zácsik 4 | Sydbank Arena, Kolding Arbitri: Bonaventura, Bonaventura |
| 8 decembrie 2020 20:30 | 2× 1×         | Raport  | 1×                                  | Sydbank Arena, Kolding Arbitri: Bonaventura, Bonaventura |

### Grupa D
| Loc | Echipa   | MJ | V | E | Î | GM  | GP | DG  | Pct | Calificare         |
| --- | -------- | -- | - | - | - | --- | -- | --- | --- | ------------------ |
| 1   | Norvegia | 3  | 3 | 0 | 0 | 105 | 65 | +40 | 6   | Grupele principale |
| 2   | Germania | 3  | 1 | 1 | 1 | 66  | 82 | −16 | 3   | Grupele principale |
| 3   | România  | 3  | 1 | 0 | 2 | 67  | 74 | −7  | 2   | Grupele principale |
| 4   | Polonia  | 3  | 0 | 1 | 2 | 67  | 84 | −17 | 1   |                    |

| 3 decembrie 2020 18:30 | România | 19 − 22 | Germania                        | Sydbank Arena, Kolding Arbitri: Bonaventura, Bonaventura |
| 3 decembrie 2020 18:30 | Neagu 4 | (10−13) | Bölk, Maidhof, Naidzinavicius 4 | Sydbank Arena, Kolding Arbitri: Bonaventura, Bonaventura |
| 3 decembrie 2020 18:30 | 6× 2×   | Raport  | 2× 1×                           | Sydbank Arena, Kolding Arbitri: Bonaventura, Bonaventura |

| 3 decembrie 2020 20:30 | Norvegia  | 35 − 22 | Polonia | Sydbank Arena, Kolding Arbitri: Christidi, Papamattheou |
| 3 decembrie 2020 20:30 | Reistad 6 | (17−13) | Gęga 6  | Sydbank Arena, Kolding Arbitri: Christidi, Papamattheou |
| 3 decembrie 2020 20:30 | 6×        | Raport  | 6× 3×   | Sydbank Arena, Kolding Arbitri: Christidi, Papamattheou |

| 5 decembrie 2020 16:00 | Polonia  | 24 − 28 | România | Sydbank Arena, Kolding Arbitri: Christiansen, Hansen |
| 5 decembrie 2020 16:00 | Rosiak 7 | (15−11) | Neagu 8 | Sydbank Arena, Kolding Arbitri: Christiansen, Hansen |
| 5 decembrie 2020 16:00 | 3× 1×    | Raport  | 2×      | Sydbank Arena, Kolding Arbitri: Christiansen, Hansen |

| 5 decembrie 2020 18:15 | Germania      | 23 − 42 | Norvegia | Sydbank Arena, Kolding Arbitri: Mitrović, Kažanegra |
| 5 decembrie 2020 18:15 | Bölk, Smits 4 | (14−22) | Mørk     | Sydbank Arena, Kolding Arbitri: Mitrović, Kažanegra |
| 5 decembrie 2020 18:15 | 5×            | Raport  | 3× 1×    | Sydbank Arena, Kolding Arbitri: Mitrović, Kažanegra |

| 7 decembrie 2020 18:15 | Germania | 21 − 21 | Polonia  | Sydbank Arena, Kolding Arbitri: Alpaidze, Berezkina |
| 7 decembrie 2020 18:15 | Zapf 4   | (9−8)   | Rosiak 4 | Sydbank Arena, Kolding Arbitri: Alpaidze, Berezkina |
| 7 decembrie 2020 18:15 | 6× 1×    | Raport  | 3× 1×    | Sydbank Arena, Kolding Arbitri: Alpaidze, Berezkina |

| 7 decembrie 2020 20:30 | România  | 20 − 28 | Norvegia | Sydbank Arena, Kolding Arbitri: Mitrović, Kažanegra |
| 7 decembrie 2020 20:30 | Ostase 6 | (13−13) | Herrem 6 | Sydbank Arena, Kolding Arbitri: Mitrović, Kažanegra |
| 7 decembrie 2020 20:30 | 3×       | Raport  | 2×       | Sydbank Arena, Kolding Arbitri: Mitrović, Kažanegra |

## Grupele principale

### Grupa I
| Loc | Echipa        | MJ | V | E | Î | GM  | GP  | DG  | Pct | Calificare   |
| --- | ------------- | -- | - | - | - | --- | --- | --- | --- | ------------ |
| 1   | Franța        | 5  | 4 | 1 | 0 | 132 | 121 | +11 | 9   | Semifinale   |
| 2   | Danemarca (H) | 5  | 4 | 0 | 1 | 136 | 111 | +25 | 8   | Semifinale   |
| 3   | Rusia         | 5  | 3 | 1 | 1 | 136 | 129 | +7  | 7   | Locurile 5–6 |
| 4   | Muntenegru    | 5  | 1 | 1 | 3 | 122 | 127 | −5  | 3   |              |
| 5   | Spania        | 5  | 0 | 2 | 3 | 120 | 140 | −20 | 2   |              |
| 6   | Suedia        | 5  | 0 | 1 | 4 | 121 | 139 | −18 | 1   |              |

| 10 decembrie 2020 18:15 | Muntenegru   | 23 − 24 | Rusia                        | Jyske Bank Boxen, Herning Arbitri: Antić, Jakovljević |
| 10 decembrie 2020 18:15 | Despotović 7 | (13−13) | Fomina, Samohina, Vedehina 4 | Jyske Bank Boxen, Herning Arbitri: Antić, Jakovljević |
| 10 decembrie 2020 18:15 | 3× 1×        | Raport  | 3× 1×                        | Jyske Bank Boxen, Herning Arbitri: Antić, Jakovljević |

| 10 decembrie 2020 20:30 | Franța      | 26 − 25 | Spania   | Jyske Bank Boxen, Herning Arbitri: Lidacka, Lesiak |
| 10 decembrie 2020 20:30 | Lacrabère 5 | (16−10) | Martín 9 | Jyske Bank Boxen, Herning Arbitri: Lidacka, Lesiak |
| 10 decembrie 2020 20:30 | 3× 1×       | Raport  | 3× 1×    | Jyske Bank Boxen, Herning Arbitri: Lidacka, Lesiak |

| 11 decembrie 2020 18:15 | Franța                      | 28 − 28 | Rusia                                       | Jyske Bank Boxen, Herning Arbitri: Sá, Sá |
| 11 decembrie 2020 18:15 | Nze Minko, Sercien-Ugolin 5 | (16−19) | Bobrovnikova, Managarova, Skorobogatcenko 5 | Jyske Bank Boxen, Herning Arbitri: Sá, Sá |
| 11 decembrie 2020 18:15 | 5× 2×                       | Raport  | 4× 3×                                       | Jyske Bank Boxen, Herning Arbitri: Sá, Sá |

| 11 decembrie 2020 20:30 | Danemarca  | 24 − 22 | Suedia            | Jyske Bank Boxen, Herning Arbitri: Kijauskaitė, Žalienė |
| 11 decembrie 2020 20:30 | Tranborg 6 | (13−12) | Thorleifsdóttir 4 | Jyske Bank Boxen, Herning Arbitri: Kijauskaitė, Žalienė |
| 11 decembrie 2020 20:30 | 5× 1×      | Raport  | 5× 1×             | Jyske Bank Boxen, Herning Arbitri: Kijauskaitė, Žalienė |

| 13 decembrie 2020 18:15 | Muntenegru   | 31 − 25 | Suedia  | Jyske Bank Boxen, Herning Arbitri: Lidacka, Lesiak |
| 13 decembrie 2020 18:15 | Radičević 11 | (16−10) | Blohm 8 | Jyske Bank Boxen, Herning Arbitri: Lidacka, Lesiak |
| 13 decembrie 2020 18:15 | 3× 2×        | Raport  | 3×      | Jyske Bank Boxen, Herning Arbitri: Lidacka, Lesiak |

| 13 decembrie 2020 20:30 | Danemarca | 34 − 24 | Spania      | Jyske Bank Boxen, Herning Arbitri: Năstase, Stancu |
| 13 decembrie 2020 20:30 | Rej 6     | (17−10) | Fernández 4 | Jyske Bank Boxen, Herning Arbitri: Năstase, Stancu |
| 13 decembrie 2020 20:30 | 4×        | Raport  | 4×          | Jyske Bank Boxen, Herning Arbitri: Năstase, Stancu |

| 15 decembrie 2020 16:00 | Muntenegru  | 26 − 26 | Spania | Jyske Bank Boxen, Herning Arbitri: Kijauskaitė, Žalienė |
| 15 decembrie 2020 16:00 | Radičević 7 | (11−17) | Pena 6 | Jyske Bank Boxen, Herning Arbitri: Kijauskaitė, Žalienė |
| 15 decembrie 2020 16:00 | 2× 1×       | Raport  | 3× 1×  | Jyske Bank Boxen, Herning Arbitri: Kijauskaitė, Žalienė |

| 15 decembrie 2020 18:15 | Franța      | 31 − 25 | Suedia    | Jyske Bank Boxen, Herning Arbitri: Antić, Jakovljević |
| 15 decembrie 2020 18:15 | Nze Minko 6 | (14−14) | Gulldén 5 | Jyske Bank Boxen, Herning Arbitri: Antić, Jakovljević |
| 15 decembrie 2020 18:15 | 1×          | Raport  | 1× 2×     | Jyske Bank Boxen, Herning Arbitri: Antić, Jakovljević |

| 15 decembrie 2020 20:30 | Danemarca | 30 − 23 | Rusia       | Jyske Bank Boxen, Herning Arbitri: Mitrović, Kažanegra |
| 15 decembrie 2020 20:30 | Højlund 7 | (13−9)  | Dmitrieva 9 | Jyske Bank Boxen, Herning Arbitri: Mitrović, Kažanegra |
| 15 decembrie 2020 20:30 | 2×        | Raport  | 4×          | Jyske Bank Boxen, Herning Arbitri: Mitrović, Kažanegra |

### Grupa a II-a
| Loc | Echipa        | MJ | V | E | Î | GM  | GP  | DG  | Pct | Calificare   |
| --- | ------------- | -- | - | - | - | --- | --- | --- | --- | ------------ |
| 1   | Norvegia      | 5  | 5 | 0 | 0 | 170 | 114 | +56 | 10  | Semifinale   |
| 2   | Croația       | 5  | 4 | 0 | 1 | 124 | 123 | +1  | 8   | Semifinale   |
| 3   | Țările de Jos | 5  | 3 | 0 | 2 | 141 | 134 | +7  | 6   | Locurile 5–6 |
| 4   | Germania      | 5  | 2 | 0 | 3 | 124 | 137 | −13 | 4   |              |
| 5   | Ungaria       | 5  | 1 | 0 | 4 | 118 | 140 | −22 | 2   |              |
| 6   | România       | 5  | 0 | 0 | 5 | 107 | 136 | −29 | 0   |              |

| 10 decembrie 2020 18:15 | Croația    | 25 − 20 | România | Sydbank Arena, Kolding Arbitri: Alpaidze, Berezkina |
| 10 decembrie 2020 18:15 | Blažević 7 | (14−10) | Neagu 6 | Sydbank Arena, Kolding Arbitri: Alpaidze, Berezkina |
| 10 decembrie 2020 18:15 | 4× 1×      | Raport  | 2× 1×   | Sydbank Arena, Kolding Arbitri: Alpaidze, Berezkina |

| 10 decembrie 2020 20:30 | Țările de Jos | 25 − 32 | Norvegia | Sydbank Arena, Kolding Arbitri: Christidi, Papamattheou |
| 10 decembrie 2020 20:30 | Malestein 5   | (10−16) | Mørk 8   | Sydbank Arena, Kolding Arbitri: Christidi, Papamattheou |
| 10 decembrie 2020 20:30 | 5× 4×         | Raport  | 2× 1×    | Sydbank Arena, Kolding Arbitri: Christidi, Papamattheou |

| 12 decembrie 2020 18:15 | Ungaria   | 25 − 32 | Germania | Sydbank Arena, Kolding Arbitri: Christiansen, Hansen |
| 12 decembrie 2020 18:15 | Klujber 8 | (11−13) | Bölk 5   | Sydbank Arena, Kolding Arbitri: Christiansen, Hansen |
| 12 decembrie 2020 18:15 | 1×        | Raport  | 3×       | Sydbank Arena, Kolding Arbitri: Christiansen, Hansen |

| 12 decembrie 2020 20:30 | Croația     | 25 − 36 | Norvegia  | Sydbank Arena, Kolding Arbitri: Bonaventura, Bonaventura |
| 12 decembrie 2020 20:30 | Mičijević 7 | (14−15) | Reistad 7 | Sydbank Arena, Kolding Arbitri: Bonaventura, Bonaventura |
| 12 decembrie 2020 20:30 | 5× 1×       | Raport  |           | Sydbank Arena, Kolding Arbitri: Bonaventura, Bonaventura |

| 14 decembrie 2020 18:15 | Țările de Jos | 28 − 27 | Germania                 | Sydbank Arena, Kolding Arbitri: Alpaidze, Berezkina |
| 14 decembrie 2020 18:15 | Abbingh 8     | (14−15) | Behnke, Naidzinavicius 4 | Sydbank Arena, Kolding Arbitri: Alpaidze, Berezkina |
| 14 decembrie 2020 18:15 | 1×            | Raport  | 6× 1×                    | Sydbank Arena, Kolding Arbitri: Alpaidze, Berezkina |

| 14 decembrie 2020 20:30 | Ungaria   | 26 − 24 | România  | Sydbank Arena, Kolding Arbitri: Mitrović, Kažanegra |
| 14 decembrie 2020 20:30 | Schatzl 7 | (13−14) | Ostase 8 | Sydbank Arena, Kolding Arbitri: Mitrović, Kažanegra |
| 14 decembrie 2020 20:30 | 2× 1×     | Raport  | 3×       | Sydbank Arena, Kolding Arbitri: Mitrović, Kažanegra |

| 15 decembrie 2020 16:00 | Țările de Jos  | 35 − 24 | România | Sydbank Arena, Kolding Arbitri: Sá, Sá |
| 15 decembrie 2020 16:00 | Van Wetering 8 | (16−12) | Laslo 7 | Sydbank Arena, Kolding Arbitri: Sá, Sá |
| 15 decembrie 2020 16:00 | 3× 1×          | Raport  | 1× 2×   | Sydbank Arena, Kolding Arbitri: Sá, Sá |

| 15 decembrie 2020 18:15 | Croația   | 23 − 20 | Germania  | Sydbank Arena, Kolding Arbitri: Christiansen, Hansen |
| 15 decembrie 2020 18:15 | Debelić 6 | (12−12) | Maidhof 9 | Sydbank Arena, Kolding Arbitri: Christiansen, Hansen |
| 15 decembrie 2020 18:15 | 5× 1×     | Raport  | 5× 1×     | Sydbank Arena, Kolding Arbitri: Christiansen, Hansen |

| 15 decembrie 2020 20:30 | Ungaria     | 21 − 32 | Norvegia | Sydbank Arena, Kolding Arbitri: Christidi, Papamattheou |
| 15 decembrie 2020 20:30 | Kovacsics 7 | (9−17)  | Mørk 7   | Sydbank Arena, Kolding Arbitri: Christidi, Papamattheou |
| 15 decembrie 2020 20:30 | 3×          | Raport  | 1×       | Sydbank Arena, Kolding Arbitri: Christidi, Papamattheou |

## Fazele eliminatorii

### Schemă
|  | Semifinale        | Semifinale |                   |    | Finala | Finala |
|  |                   |            |                   |    |        |        |
|  | 18 decembrie 2020 |            |                   |    |        |        |
|  |                   |            |                   |    |        |        |
|  | Franța            | 30         |                   |    |        |        |
|  | Franța            | 30         | 20 decembrie 2020 |    |        |        |
|  | Croația           | 19         |                   |    |        |        |
|  | Croația           | 19         | Franța            | 20 |        |        |
|  | 18 decembrie 2020 |            | Franța            | 20 |        |        |
|  |                   | Norvegia   | 22                |    |        |        |
|  | Norvegia          | Norvegia   | 22                | 27 |        |        |
|  | Norvegia          |            |                   | 27 |        |        |
|  | Danemarca         | 24         |                   |    |        |        |
|  | Danemarca         | 24         | Finala mică       |    |        |        |
|  |                   |            |                   |    |        |        |
|  | 20 decembrie 2020 |            |                   |    |        |        |
|  |                   |            |                   |    |        |        |
|  | Croația           | 25         |                   |    |        |        |
|  | Croația           | 25         |                   |    |        |        |
|  | Danemarca         | 19         |                   |    |        |        |

### Meciul pentru locurile 5-6
| 18 decembrie 2020 15:30 | Rusia      | 33 − 27 | Țările de Jos | Jyske Bank Boxen, Herning Arbitri: Sá, Sá |
| 18 decembrie 2020 15:30 | Vedehina 6 | (18−13) | Abbingh 10    | Jyske Bank Boxen, Herning Arbitri: Sá, Sá |
| 18 decembrie 2020 15:30 | 3× 2×      | Raport  | 3× 2×         | Jyske Bank Boxen, Herning Arbitri: Sá, Sá |

### Semifinalele
| 18 decembrie 2020 18:00 | Franța            | 30 − 19 | Croația                   | Jyske Bank Boxen, Herning Arbitri: Christiansen, Hansen |
| 18 decembrie 2020 18:00 | patru jucătoare 4 | (15−5)  | Blažević, Ježić, Krsnik 3 | Jyske Bank Boxen, Herning Arbitri: Christiansen, Hansen |
| 18 decembrie 2020 18:00 | 1×                | Raport  | 2× 1×                     | Jyske Bank Boxen, Herning Arbitri: Christiansen, Hansen |

| 18 decembrie 2020 20:30 | Norvegia | 27 − 24 | Danemarca | Jyske Bank Boxen, Herning Arbitri: Năstase, Stancu |
| 18 decembrie 2020 20:30 | Mørk 6   | (10−13) | Rej 7     | Jyske Bank Boxen, Herning Arbitri: Năstase, Stancu |
| 18 decembrie 2020 20:30 | 1×       | Raport  | 3× 2×     | Jyske Bank Boxen, Herning Arbitri: Năstase, Stancu |

### Finala mică
| 20 decembrie 2020 15:30 | Croația          | 25 − 19 | Danemarca          | Jyske Bank Boxen, Herning Arbitri: Mitrović, Kažanegra |
| 20 decembrie 2020 15:30 | Ježić, Posavec 5 | (11−11) | Hansen, Tranborg 4 | Jyske Bank Boxen, Herning Arbitri: Mitrović, Kažanegra |
| 20 decembrie 2020 15:30 | 1×               | Raport  | 2× 1×              | Jyske Bank Boxen, Herning Arbitri: Mitrović, Kažanegra |

### Finala
| 20 decembrie 2020 18:00 | Franța  | 20 − 22 | Norvegia                      | Jyske Bank Boxen, Herning Arbitri: Alpaidze, Berezkina |
| 20 decembrie 2020 18:00 | Foppa 5 | (10−14) | Kristiansen, Mørk, Skogrand 4 | Jyske Bank Boxen, Herning Arbitri: Alpaidze, Berezkina |
| 20 decembrie 2020 18:00 | 3× 1×   | Raport  | 3×                            | Jyske Bank Boxen, Herning Arbitri: Alpaidze, Berezkina |

## Clasament și statistici
| 0 | Echipe calificate la Campionatul Mondial din 2021                   |
|   | Calificată la Campionatul Mondial din 2021 în calitate de gazdă     |
|   | Calificată la Campionatul Mondial din 2021 în calitate de campioană |

| \| Loc \| Echipă \| \| --- \| ------------- \| \| 1 \| Norvegia \| \| 2 \| Franța \| \| 3 \| Croația \| \| 4 \| Danemarca \| \| 5 \| Rusia \| \| 6 \| Țările de Jos \| \| 7 \| Germania \| \| 8 \| Muntenegru \| \| 9 \| Spania \| \| 10 \| Ungaria \| \| 11 \| Suedia \| \| 12 \| România \| \| 13 \| Serbia \| \| 14 \| Polonia \| \| 15 \| Cehia \| \| 16 \| Slovenia \| | Nominalizările pentru echipa ideală au fost anunțate pe 18 decembrie. Cele 30.000 de voturi trimise de fani au contat ca 40% din rezultatul final, restul de 60% reprezentând voturile unui grup de experți. Echipa ideală a fost anunțată pe 20 decembrie. - Portar: Sandra Toft (DEN) - Extremă stânga: Camilla Herrem (NOR) - Inter stânga: Vladlena Bobrovnikova (RUS) - Centru: Stine Bredal Oftedal (NOR) - Pivot: Ana Debelić (CRO) - Inter dreapta: Nora Mørk (NOR) - Extremă dreapta: Jovanka Radičević (MNE) - Cea mai bună jucătoare (MVP): Estelle Nze Minko (FRA) - Cea mai bună apărătoare: Line Haugsted (DEN) |
| Loc | Echipă |
| 1 | Norvegia |
| 2 | Franța |
| 3 | Croația |
| 4 | Danemarca |
| 5 | Rusia |
| 6 | Țările de Jos |
| 7 | Germania |
| 8 | Muntenegru |
| 9 | Spania |
| 10 | Ungaria |
| 11 | Suedia |
| 12 | România |
| 13 | Serbia |
| 14 | Polonia |
| 15 | Cehia |
| 16 | Slovenia |

| Poz. | Nume                 | Echipă        | Goluri | Șuturi | %  | MJ |
| ---- | -------------------- | ------------- | ------ | ------ | -- | -- |
| 1    | Nora Mørk            | Norvegia      | 52     | 70     | 74 | 8  |
| 2    | Jovanka Radičević    | Muntenegru    | 39     | 58     | 67 | 6  |
| 3    | Lois Abbingh         | Țările de Jos | 35     | 67     | 52 | 7  |
| 3    | Ćamila Mičijević     | Croația       | 35     | 67     | 52 | 8  |
| 5    | Mia Rej              | Danemarca     | 33     | 49     | 67 | 8  |
| 5    | Camilla Herrem       | Norvegia      | 33     | 47     | 70 | 8  |
| 7    | Carmen Martín        | Spania        | 32     | 45     | 71 | 6  |
| 8    | Alexandra Lacrabère  | Franța        | 31     | 45     | 69 | 8  |
| 8    | Stine Bredal Oftedal | Norvegia      | 31     | 59     | 53 | 8  |
| 10   | Katrin Klujber       | Ungaria       | 30     | 52     | 58 | 6  |

| Poz. | Nume              | Echipă    | %  | Parade | Șuturi | MJ |
| ---- | ----------------- | --------- | -- | ------ | ------ | -- |
| 1    | Silje Solberg     | Norvegia  | 41 | 36     | 88     | 4  |
| 2    | Cléopâtre Darleux | Franța    | 38 | 41     | 107    | 7  |
| 2    | Katrine Lunde     | Norvegia  | 38 | 45     | 119    | 6  |
| 2    | Branka Zec        | Slovenia  | 38 | 13     | 34     | 3  |
| 5    | Petra Kudláčková  | Cehia     | 36 | 42     | 116    | 3  |
| 5    | Tea Pijević       | Croația   | 36 | 79     | 221    | 8  |
| 7    | Althea Reinhardt  | Danemarca | 35 | 24     | 69     | 8  |
| 7    | Sandra Toft       | Danemarca | 35 | 75     | 214    | 8  |
| 9    | Denisa Dedu       | România   | 34 | 30     | 87     | 5  |
| 10   | Iulia Dumanska    | România   | 32 | 34     | 105    | 6  |
| 10   | Amandine Leynaud  | Franța    | 32 | 50     | 157    | 8  |